# Alicia Fernández
Alicia Fernández (Buenos Aires, 1946) foi uma psicopedagoga argentina. Ganhou relevância acadêmica com sua obra A Inteligência Aprisionada (La Inteligencia Atrapada), de 1991.

## Biografia
Formada pela Facultad de Psicopedagogía da Universidad del Salvador, em Buenos Aires, Alicia Fernández desempenhou um papel fundamental no desenvolvimento e formação de psicopedagogos em toda a América Latina e em Portugal. Seus livros são a base teórica de muitos estudos recentes nesta área.
Dirigiu a E.Psi.B.A., que originalmente se chamava Escuela Psicopedagogica de Buenos Aires, depois do crescimento de sua abrangência passou a se chamar Espacio Psicopedagogico Brasil Argentina e atualmente, graças à sua contínua expansão passou a ser o Espacio Brasileño-Argentino-Uruguayo. Essa evolução coincide com o próprio avanço da Psicopedagogia, bem como com a relevância da atuação de Fernández nesse processo. 
Atuou a partir de Buenos Aires, passando pelo interior da Argentina e por outros países, onde sedimentou núcleos de trabalho permanente através de cursos de Pós-graduação e de seminários periódicos em diversas cidades  brasileiras, além de Montevideo e Lisboa.

## Principais obras
Por ordem de publicação no Brasil:
- A Inteligência Aprisionada, 1991.
- O Saber em Jogo, 2000.
- Os idiomas do Aprendente, 2001.
- A mulher escondida na professora, 2006.
- A Atenção Aprisionada, 2009.